# Trey Waltke
Trey Waltke (Saint Louis, 16 marzo 1955) è un ex tennista statunitense.

## Carriera
In carriera ha raggiunto 2 finali del circuito maggiore in singolare, all'ATP Tulsa 1980 e al Vienna Open II 1980, e 3 finali in doppio allo US Indoor Open 1976, al Laguna Niguel Classic 1977 e all'Alan King Tennis Classic 1981.